# Ana María Matute
Pour les articles homonymes, voir Matute (homonymie).
 (septembre 2013).
Si vous disposez d'ouvrages ou d'articles de référence ou si vous connaissez des sites web de qualité traitant du thème abordé ici, merci de compléter l'article en donnant les références utiles à sa vérifiabilité et en les liant à la section « Notes et références ».
Ana María Matute, née le 26 juillet 1925 à Barcelone, où elle meurt le 25 juin 2014, est une écrivaine espagnole appartenant à la Génération de 50.
Elle a reçu de nombreux prix, notamment le Prix national de Littérature infantile et juvénile en 1984, le Prix national des Lettres espagnoles en 2007 et le Prix Cervantes en 2010.

## Biographie
Elle est la deuxième des cinq enfants d'une famille de la petite bourgeoisie catalane, conservatrice et religieuse. Sa mère était hispanophone et son père catalanophone, propriétaire d'une usine de parapluies. Née à Barcelone, elle y passe une enfance marquée par la Guerre civile espagnole, ce qui se reflétera dans son œuvre littéraire, centrée sur « les petits garçons étonnés » qui observent malgré eux et cherchent à comprendre la déraison qui les entoure.
Elle commence une carrière littéraire précoce et prolifique avec Los Abel en 1948, finaliste du Prix Nadal.
Bien qu'elle parle de la situation terrible des campesinos espagnols, elle n'est pas censurée parce qu'elle ne met pas en cause Franco. Bien que la censure n'empêche pas toujours la publication des romans de Matute, les démêlés de l'écrivaine avec le régime franquiste ne se limitent pas à cet aspect, puisque jusqu'en mai 1972, une interdiction de se rendre à l'étranger lui a été imposée, l'empêchant, par exemple, de se rendre à un congrès de littérature jeunesse à Nice. 
Le 17 novembre 1952, Matute épouse l'écrivain Ramón Eugenio de Goicoechea. En 1954 naît leur fils unique, Juan Pablo, à qui elle dédie une grande partie de ses œuvres pour enfants. Matute divorce de son mari en 1963. En raison de la législation espagnole de l'époque, elle perd le droit de voir son fils, puisque son mari a obtenu la tutelle de l'enfant, ce qui cause à la mère de graves problèmes émotionnels.
Elle occupe le siège K de l'Académie royale espagnole, dont elle est l'un des six membres féminins de 1996 à sa mort en 2014. De plus, elle est la troisième femme à avoir reçu le Prix Cervantes (2010). Elle est une des voix les plus personnelles et isolées de la littérature espagnole.

## Œuvre

### Romans
- Los Abel (1948)
- Fiesta al Noroeste (1952) — Premio Café Gijón Publié en français sous le titre Fête au Nord-Ouest, traduit par Elena de La Souchère, Paris, Éditions Gallimard, coll. « Du monde entier », 1961, 173 pages (BNF 33093925)
- Pequeño teatro (1954) — Prix Planeta Publié en français sous le titre Marionnettes, traduit par Maurice-Edgar Coindreau, Paris, Éditions Gallimard, coll. « Du monde entier », 1963, 261 pages (BNF 33093933) ; réédition, Paris, Gallimard, coll. « L'Étrangère », 1992, 257 pages  (ISBN 2-07-072603-7)
- En esta tierra (1955) — Prix des critiquesVersion censurée de Luciérnagas, publié dans sa version complète seulement en 1993.
- Los niños tontos (1956)
- Primera memoria (1959) — Premio NadalPublié en français sous le titre Les Brûlures du matin, traduit par Antoinette Bloch, Paris, Éditions Stock, coll. « Littérature étrangère », 1960, 255 pages (BNF 33093935) ; publié sous le même titre dans une nouvelle traduction de Myriam Chirousse, Paris, Libretto, coll. « Littérature étrangère », 2021, 229 pages  (ISBN 978-2-36914-598-1)
- Los hijos muertos (1959) — Prix national de Narration Publié en français sous le titre Plaignez les loups !, traduit par Antoinette Bloch, Paris, Éditions Gallimard, coll. « Du monde entier », 1963, 437 pages (BNF 33093926)
- Los soldados lloran de noche (1963) Publié en français sous le titre Les soldats pleurent la nuit, traduit par Antoinette Bloch, Paris, Éditions Stock, 1964, 189 pages (BNF 33093937)
- Algunos muchachos (1968)
- La trampa (1970) Publié en français sous le titre La Trappe, traduit et préfacé par Michelle Lévi-Provençal, Paris, Éditions Stock, 1970, 224 pages (BNF 35423906)
- La torre vigía (1971) Publié en français sous le titre La Tour de guet, traduit et préfacé par Michelle Lévi-Provençal, Paris, Éditions Stock, coll. « Le Cabinet cosmopolite », 1974, 265 pages  (ISBN 2-234-00109-9) ; réédition, Paris, Phébus, coll. « Libretto » no 334, 2010, 236 pages  (ISBN 978-2-7529-0498-0)
- El río (1973)
- Luciérnagas (1993)
- Le Passager clandestin (1994)
- Olvidado rey Gudú (1996)
- Aranmanoth (2000)
- Paraíso inhabitado (2009)[4] Publié en français sous le titre Paradis inhabité, traduit par Marie-Odile Fortier-Masek, Paris, Éditions Phébus, coll. « Littérature étrangère », 2011, 283 pages  (ISBN 978-2-7529-0490-4) ; réédition, Paris, 10/18, coll. « Domaine étranger » no 4692, 2014, 352 pages  (ISBN 978-2-264-05733-4). Il a été au programme du CAPES d'espagnol en 2018 et 2019.
- Demonios familiares (2014)

### Recueils de nouvelles
- El chico de al lado (1944)
- La pequeña vida (1953)
- Los niños tontos (1956)
- Vida nueva (1956)
- El tiempo (1957) Publié en français sous le titre Le Temps, traduit par Jean-Francis Reille, Paris, Éditions Gallimard, coll. « Du monde entier », 1960, 263 pages (BNF 33093939) ; réédition, Paris, Gallimard, coll. « L'Imaginaire » no 580, 2009, 200 pages  (ISBN 978-2-07-012442-8)
- A la mitad del camino (1961)
- Historias de la Artámila (1961)
- El arrepentido (1961)
- Tres y un sueño (1961)
- El río (1963)
- El mar (1975)
- La Virgen de Antioquía y otros relatos (1990)
- De ninguna parte (1993)
- El verdadero final de la Bella Durmiente (1995)
- El árbol de oro (1995)
- El rey (1996)
- Casa de juegos prohibidos (1996)
- Los de la tienda ; El maestro ; Toda la brutalidad del mundo (1998)
- La puerta de la luna. Cuentos completos (2010)
- La música (2014)

### Contes pour enfants
- Paulina, el mundo y las estrellas (1956) Publié en français sous le titre Nin, Paulina et les lumières dans la montagne, traduit par Anne Sablié, illustrations par Patrice Harispe, Paris, Nathan, coll. « Bibliothèque internationale » no 14 1971, 192 pages (BNF 35141893)
- El país de la pizarra (1956) Publié en français sous le titre Le Pays de l'ardoise, traduit par Madeleine Gilard, Paris, La Farandole/Messidor, coll. « 8 9 10 », 1982, 52 pages  (ISBN 2-7047-0257-8)
- Caballito loco (1961)
- El polizón del Ulises (1965) — Premio Lazarillo Publié en français sous le titre Le Passager clandestin, traduit par Madeleine Gilard, illustrations par Évelyne Noviant, Paris, Éditions La Farandole, coll. « 1000 épisodes », 1973, 157 pages (BNF 35141460)
- Sólo un pie descalzo (1984) — Prix national de Littérature infantile et juvénile
- El saltamontes verde (1986)
- El verdadero final de la Bella Durmiente (1995)

## Traductions de contes isolés en français
- Le Criquet d'or (trad. Antoinette Bloch et Marcelle Vérité), Bruxelles, illustrations par Colette Fovel, Éditions Casterman, 1963, 62 p. (BNF 33093936)
- Les Enfants idiots (trad. de l'espagnol par François Maspero), Paris, illustrations par Javier Olivares, Éditions Sarbacane, 2004, 115 p. (ISBN 2-84865-032-X)

## Prix et distinctions
- Accessit au Prix Nadal, 1947, pour Los Abel.
- Prix Café Gijón, 1952, pour Fiesta al Noroeste.
- Prix Planeta, 1954, pour Pequeño Teatro.
- Prix des critiques espagnols, 1959, pour Los hijos muertos.
- Prix national de Narration, 1959, pour Los hijos muertos.
- Prix Nadal, 1959, pour Primera Memoria.
- Prix Fastenrath de l'Académie royale espagnole, 1962, pour Los soldados lloran de noche.
- Prix Lazarillo de la littérature pour les enfants, 1965, pour El polizón de Ulises.
- (international) « Hightly Commended Authors » 1970[5], par l' IBBY, pour l'ensemble de son œuvre
- (international) « Hightly Commended Authors » 1972[5], par l' IBBY, pour l'ensemble de son œuvre
- Ministère de Culture. Livre d'intérêt de littérature d'enfance et de jeunesse, 1976.
- Prix national de Littérature infantile et juvénile, 1984, pour Sólo un pie descalzo.
- Prix de la ville de Barcelone de Littérature en langue castillane, 1995, pour El verdadero final de la Bella durmiente.
- Médaille d'or du mérite des beaux-arts par le Ministère de l'Éducation, de la Culture et des Sports en 1995[6].
- Prix Ojo Crítico Especial, 1997, pour Olvidado Rey Gudú[7].
- Prix de la ville d'Alcalá des Arts et des Lettres, 2001.
- Médaille d'Or du Círculo de Bellas Artes en 2005[8]
- Prix International Terenci Moix, 2006.
- Prix national des Lettres espagnoles, 2007.
- Creu de Sant Jordi, 2009.
- Finaliste du prix Prince des Asturies, 2010.
- Prix Cervantes, 2010[9]
- Prix de la Critique de la Foire du livre de Bilbao, 2011[10]
- Prix Ondas Mediterráneas Mención Especial RIET, 2012[11].